# Новожилово (Березники)
Новожилово — микрорайон в городе Березники.

## География
Микрорайон расположен на расстоянии приблизительно 1 км на юго-восток от основной части города.

## История
Населенный пункт был отмечен еще на карте 1790 года как Новожилова. В 1869 году здесь насчитывалось 8 дворов (42 жителя), в 1909 — 12 (837 жителя). В советское время здесь работал колхоз «Лампочка Ильича». У деревни были и альтернативные названия. В 1869 году она упоминалась также как Болтуны, а в 1909 как Бастуны),.

## Улицы
Микрорайон выходит на трассу Пермь-Березники. Основной магистралью микрорайона является улица Новожилова. Также имеется Покровская улица.

## Транспортное сообщение
Через микрорайон проходят городские автобусы маршрутов 17,18,21, 37,38, 43, 48, 53, 54.

## Спортивная инфраструктура
В восточной части Новожилово расположены лыжная база «Азот» и спортивная школа «Летающий лыжник».